# Argenteuil (municipalité régionale de comté)
Pour les articles homonymes, voir Argenteuil.
Argenteuil est une municipalité régionale de comté (MRC) du Québec (Canada) située dans la région administrative des Laurentides. Le chef-lieu en est Lachute. La population de la MRC est de 32 510 habitants en 2012.

## Géographie

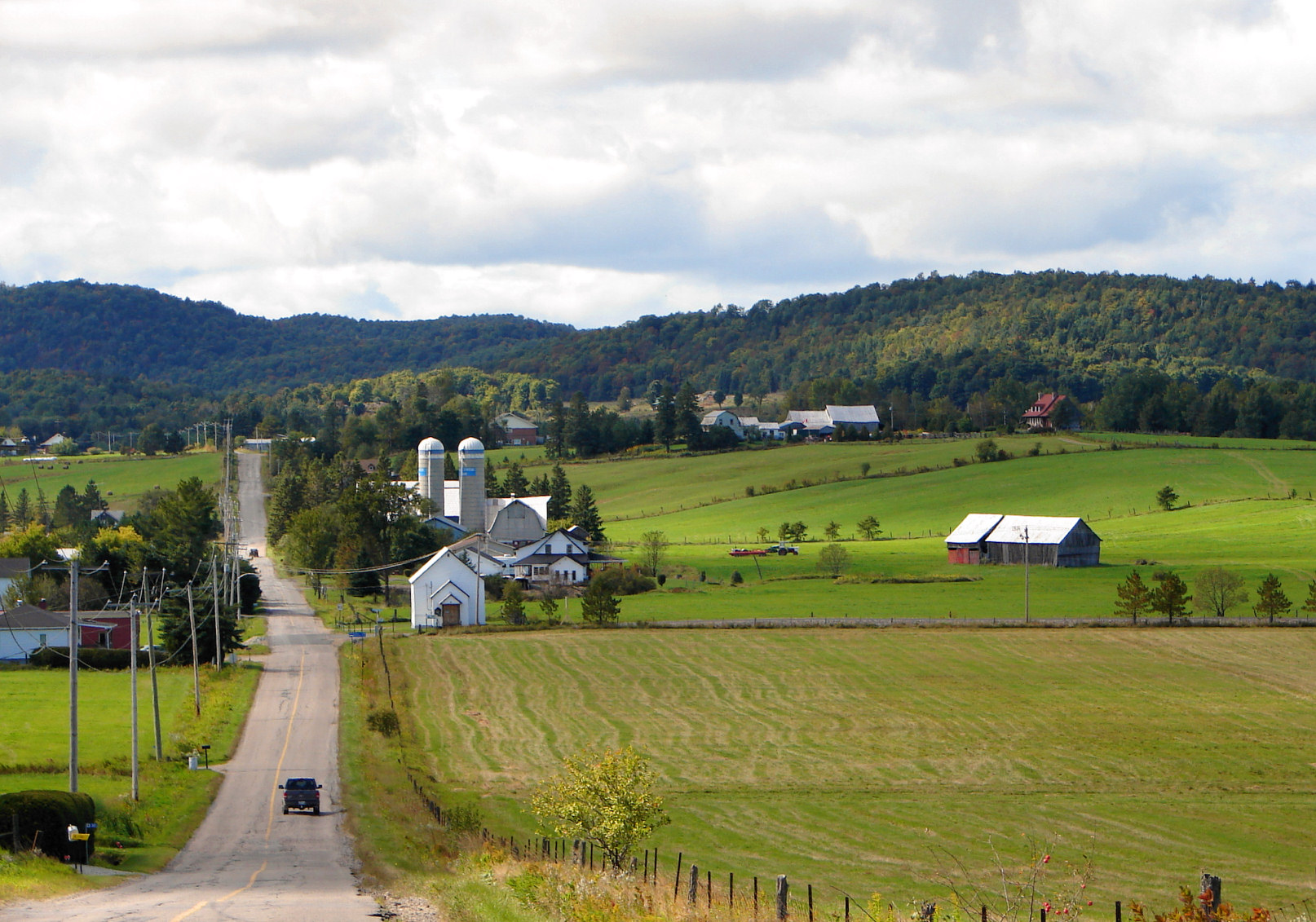
Harrington

La MRC d'Argenteuil se situe sur la rive gauche de la rivière des Outaouais au piémont des Laurentides. Elle est bornée à l'ouest par la municipalité régionale de comté de Papineau qui fait partie de la région de l'Outaouais, au nord par les MRC des Laurentides et des Pays-d'en-Haut, à l'est par les MRC de La Rivière-du-Nord, de Mirabel et de Deux-Montagnes. Sur la rive opposée de l'Outaouais se trouvent la MRC de Vaudreuil-Soulanges dans la région de la Montérégie, de même que les comtés unis de Prescott et Russell dans l'Est de l'Ontario, la province voisine.
Le sud du territoire fait partie des basses terres du Saint-Laurent. Le relief y est plat, avec des altitudes entre 15 mètres et 100 mètres, avec quelques collines à Saint-André-d'Argenteuil. Les sols y sont fertiles. Le nord du territoire, situé dans les Hautes-Laurentides, constitue un plateau accidenté et vallonné du bouclier canadien, de géologie datant du précambrien. L'altitude y est de 100 m à 300 m. Le terrain demeure boisé et le relief a formé de nombreux plans d'eau.
Outre la rivière des Outaouais au sud, la MRC est arrosée par plusieurs tributaires, dont la rivière Rouge et la rivière du Nord. Le territoire compte plus de 450 étendues d'eau dont les plus importantes sont les lacs Barron, Louisa et MacDonald. La forêt couvre 76 % du territoire. Plusieurs habitats fauniques se retrouvent sur le territoire, notamment les aires de confinement du cerf de Virginie, les héronnières, les aires de concentration d'oiseaux aquatiques, les refuges d'oiseaux migrateurs, l'habitat du rat musqué et les frayères en eaux calmes. 

### Entités territoriales
La MRC est constituée de neuf municipalités locales.
| Nom                      | Statut                  | Population 2021 | Superficie (km2) | Densité (h/km2) | Ref. |
| ------------------------ | ----------------------- | --------------- | ---------------- | --------------- | ---- |
| Brownsburg-Chatham       | Ville                   | 7 247           | 255,2            | 28,4            |      |
| Gore                     | Municipalité de canton  | 2 296           | 96,6             | 23,77           |      |
| Grenville                | Municipalité de village | 1 816           | 5,3              | 342,64          |      |
| Grenville-sur-la-Rouge   | Municipalité            | 2 883           | 329,4            | 8,75            |      |
| Harrington               | Municipalité de canton  | 891             | 249,3            | 3,57            |      |
| Lachute                  | Ville                   | 14 100          | 112,8            | 125             |      |
| Mille-Isles              | Municipalité            | 1 721           | 61,7             | 27,89           |      |
| Saint-André-d'Argenteuil | Municipalité            | 3 053           | 101,9            | 29,96           |      |
| Wentworth                | Municipalité de canton  | 634             | 94,4             | 6,72            |      |
| Total                    | Total                   | 34 752          | 1 252,97         | 27,74           |      |

## Démographie
| 1986   | 1991   | 1996   | 2001   | 2006   | 2011   | 2016   | 2021   |
| ------ | ------ | ------ | ------ | ------ | ------ | ------ | ------ |
| 26 738 | 27 232 | 28 568 | 28 931 | 29 922 | 32 117 | 32 389 | 34 752 |

## Urbanisme

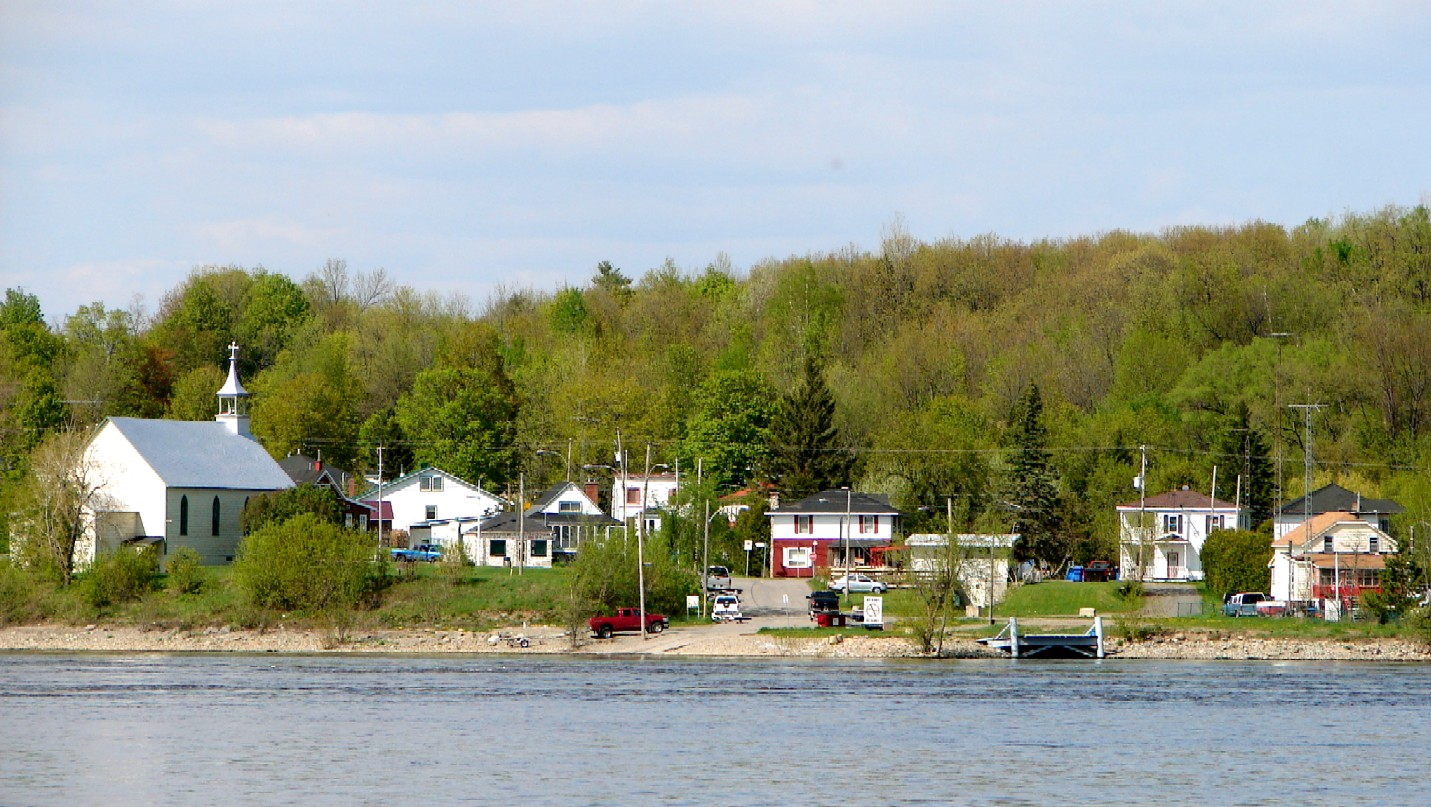
Village de Carillon sur la rivière des Outaouais

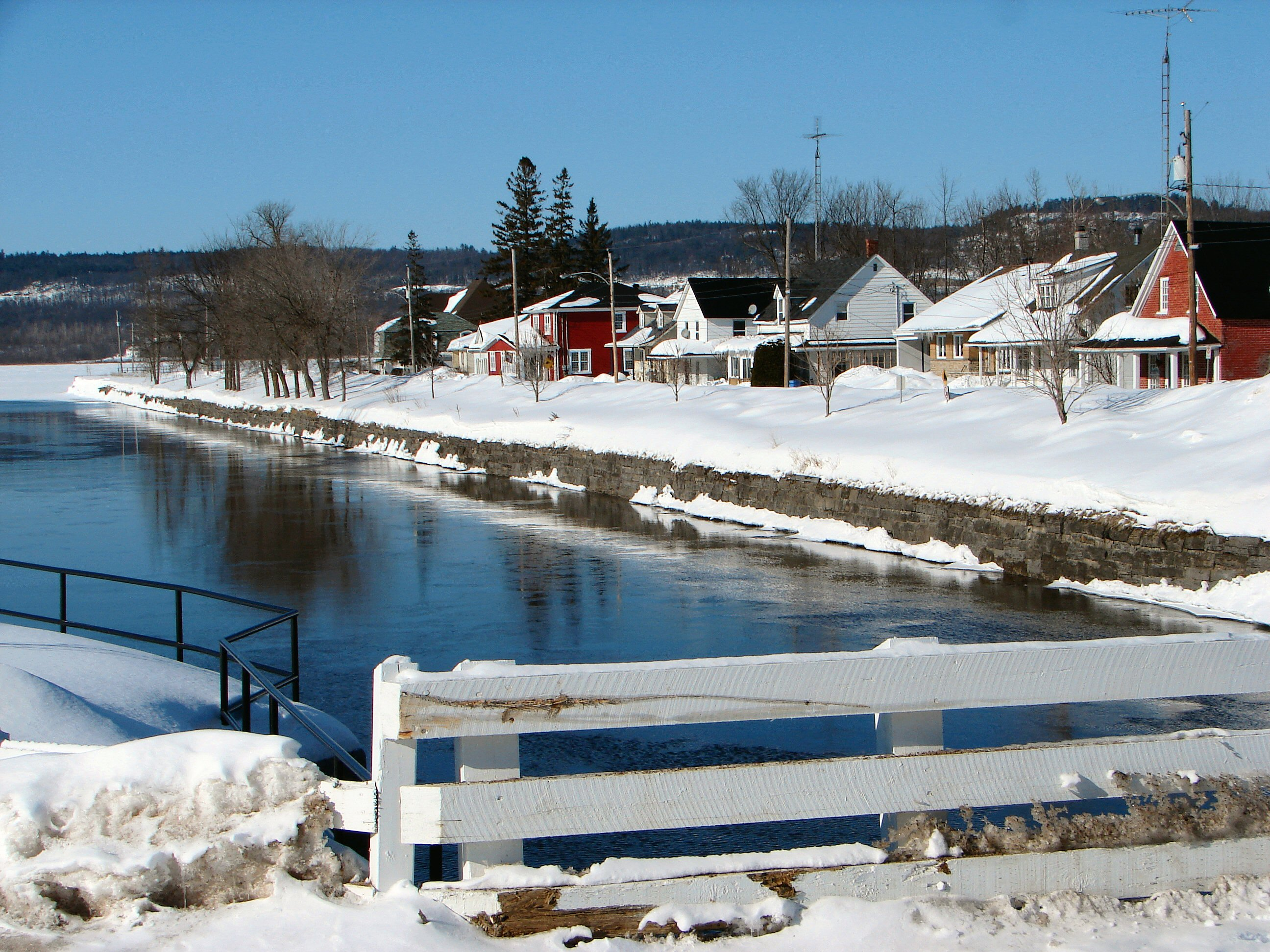
Canal de Grenville

Dans la partie sud du territoire qui correspond à la plaine, les terres sont largement occupées par l'agriculture de même que par les zones urbaines les plus importantes. Lachute, le pôle sous-régional, et la ville voisine de Brownsburg-Chatham regroupent les activités industrielles et commerciales. En périphérie des pôles urbains, les villages pittoresques de Grenville, de Calumet, de Carillon, de Saint-André-Est et de Pointe-au-Chêne sillonnent l'Outaouais. Au nord, la foresterie, le récréotourisme et la villégiature  constituent les principales occupations du territoire. La Cycl-o-Route est un circuit cyclable d'une longueur de 200 km à travers les MRC d'Argenteuil et de Papineau au Québec, et les comtés unis de Prescott et Russell en Ontario, inauguré en 2013.
Le territoire de la MRC est traversé par l'autoroute 50 qui relie Lachute à Mirabel à l'est et à Gatineau à l'ouest. Elle double la route 148, qui est le lien routier historique (ancienne route 8) entre la Rive-Nord de Montréal et l'Outaouais. La route 158 relie Lachute aux villes de Saint-Jérôme et de Joliette, centres administratifs régionaux respectifs des Laurentides et de Lanaudière. Les routes régionales comprennent la route 344 qui longe le lac des Deux Montagnes entre Grenville et Repentigny, la route 327 qui se dirige vers Mont-Tremblant et la route 329 qui permet de se rendre à Sainte-Agathe-des-Monts. Le pont du Long-Sault relie la MRC à la ville de Hawkesbury à partir de Grenville alors que la traverse Pointe-Fortune-Carillon permet une liaison par eau à la MRC de Vaudreuil-Soulanges à partir de Saint-André-d'Argenteuil.

## Histoire
Parti de la commune d'Argenteuil-sur-Armançon en France, Charles-Joseph d'Ailleboust des Musseaux arriva en Nouvelle-France en 1648. Plus d'une trentaine d'années plus tard, la Compagnie de la Nouvelle-France lui concèdera 4000 acres de terre sises le long de la rivière des Outaouais entre la rivière du Nord et la rivière Rouge, au sud-ouest de la province de Québec. Ces terres constitueront la Seigneurie d'Argenteuil. En 1697, son fils Pierre achètera ces terres et poursuivra la mise en valeur de ce territoire. En 1732, la seigneurie appartenait à Dame Marie-Louise Denys de la Ronde et seulement cinq familles francophones y vivaient en 1740. En 1796 cependant, elle fut acquise par le major James Murray qui y attira de nombreux immigrants, loyalistes américains et écossais presbytériens entre autres. La richesse des terres agricoles, la qualité des boisés ainsi que la présence de nombreuses rivières contribuèrent à la prospérité de la région. Plusieurs villages tels Saint-André (paroisse), Saint-André-Est et Carillon virent le jour. En 1999, ces municipalités se regroupèrent sous le vocable de Saint-André-d'Argenteuil.
Le toponyme de la MRC reprend celui de l'ancien comté d'Argenteuil.La MRC de Argenteuil est créée en janvier 1983,.

## Administration
Le préfet de la MRC est Scott Pearce, maire de Gore, alors que le préfet suppléant est Carl Péloquin, maire de Lachute.
|           | Préfet          | Municipalité             |
| 2005-2007 | Ronald Tittlit  | Grenville                |
| 2007-2009 | Daniel Beaulieu | Saint-André-d'Argenteuil |
| 2009-2013 | Ronald Tittlit  | Grenville                |
| 2013-2014 | André Jetté     | Saint-André-d'Argenteuil |
| 2014-2017 | Scott Pearce    | Gore                     |
| 2017-     | Scott Pearce    | Gore                     |

La population de la MRC d'Argenteuil est représentée à l'Assemblée nationale du Québec par le député de la circonscription d'Argenteuil et à la Chambre des communes du Canada par le député de la circonscription d'Argenteuil—Papineau—Mirabel.

## Économie
L'économie régionale s'appuie sur l'activité de fabrication, notamment des produits en pierre, en argile, en verre et en béton, du textile, du papier, du bois de construction et d'articles de bois, de même que sur l'agriculture.